# Pihāni
Pihāni är en ort i Indien.   Den ligger i distriktet Hardoi och delstaten Uttar Pradesh, i den norra delen av landet, 300 km öster om huvudstaden New Delhi. Pihāni ligger 149 meter över havet och antalet invånare är 30 369.
Terrängen runt Pihāni är mycket platt. Runt Pihāni är det tätbefolkat, med 683 invånare per kvadratkilometer. Pihāni är det största samhället i trakten. Trakten runt Pihāni består till största delen av jordbruksmark.